# Alfredo Sorichetti
Alfredo Sorichetti (Civitanova Marche, 21 febbraio 1966) è un direttore d'orchestra italiano.

## Biografia
Ha diretto nella Sala d'Oro del Musikverein di Vienna la Bohuslav Martinů Philharmonic Orchestra, in Francia l'Orchestre national des Pays de la Loire, in Corea del Sud la Daejeon Philharmonic Orchestra, a Città del Messico e Toluca l'Orquesta Sinfonica del Estado de Mexico, a Erevan, in Armenia, alla Khachaturian Concert Hall l'Armenian Philharmonic Orchestra.
Molte sono le sue frequentazioni a Praga sia nella Smetana Hall che nella Dvorak Hall Rudolfinum, dove ha diretto orchestre ceche quali la North Czech Philharmonic, la Czech Chamber Philharmonic e la Hradek Kralové Philharmonic.
In Germania ha diretto a Monaco l'Orchestra Kammerphilharmonie Dacapo München e a Trier Das Philharmonische Orchester der Stadt Trier; in Spagna l'Orquesta Sinfonica de Cuidad de Elche, negli Stati Uniti d'America la Chattanooga Symphony, in Russia la Saint Petersburg Academic Orchestra, a Sofia la Sofia National Philharmonic, in Thailandia al Music and Dance Festival di Bangkok e in Cina nelle concert hall di Pechino, Shanghai, Hefei, Xuzhou e Zhongshan.
In Italia si è esibito a Milano nella Sala Verdi del Conservatorio con l'Orchestra UECO e l'Orchestra Guido Cantelli e a Roma al Festival di Nuova Consonanza, registrando per RAI3. Ha inoltre diretto l'Orchestra Internazionale d'Italia, l'Orchestra Regionale delle Marche, dell'Orchestra della Magna Grecia e dell'Orchestra Sinfonica di Sanremo.
Nel 2009 ha fondato l'Orchestra e Coro del ‘700 Italiano della quale è Direttore Musicale e con la quale si è esibito a Jesi per la Fondazione Pergolesi Spontini, nella Basilica Superiore di Assisi, al Teatro dell'Aquila di Fermo registrando in dvd il Requiem di Mozart.
In ambito operistico ha diretto nella Stagione Lirica 2014 del Macerata Opera Festival allo Sferisterio di Macerata, al Teatro Marrucino di Chieti La traviata e La bohème, al Čeljakinsk Opera House Evgenij Onegin e al Čeboxsary Opera House (Russia) Rigoletto. Al Teatro D'Annunzio di Pescara ha diretto Madama Butterfly mentre al Civitanova Festival Il barbiere di Siviglia e Il signor Bruschino di Rossini. Ha collaborato con Raina Kabaivanska, Inés Salazar, Sonia Ganassi, Susanna Branchini, Maria Pia Piscitelli e Iano Tamar.
È il fondatore e direttore artistico del Concorso Lirico Internazionale Anita Cerquetti e dell'Accademia Anita Cerquetti di Montecosaro.
Nel 2004 ha vinto l'Orchestra Favorite Award al Concorso Internazionale per Direttori d'Orchestra “Vahtang Jordania” di Kharkov; a seguito di questo premio è stato nominato Principale Direttore Ospite dell'Orchestra Filarmonica di Kharkov dal 2005 al 2007.
Come pianista si è diplomato con il massimo dei voti al Conservatorio “Gioacchino Rossini” di Pesaro con Giovanni Valentini e ha frequentato delle masterclass con Sergio Fiorentino.
Ha inoltre studiato Composizione con Cesare Celsi e Direzione d'Orchestra all'Accademia Musicale Pescarese con Donato Renzetti e successivamente all'Accademia Chigiana di Siena con Ilya Musin e Chung Myung-whun.
L'amministrazione comunale della sua città, Civitanova Marche, lo ha insignito del titolo “Civitanovese nel Mondo” per la attività internazionale di direttore d'orchestra.